# 3698 Manning
3698 Manning è un asteroide della fascia principale. Scoperto nel 1984, presenta un'orbita caratterizzata da un semiasse maggiore pari a 2,2455882 UA e da un'eccentricità di 0,1918904, inclinata di 3,52457° rispetto all'eclittica.